# 亚历山大·涅夫斯基主教座堂 (雅尔塔)

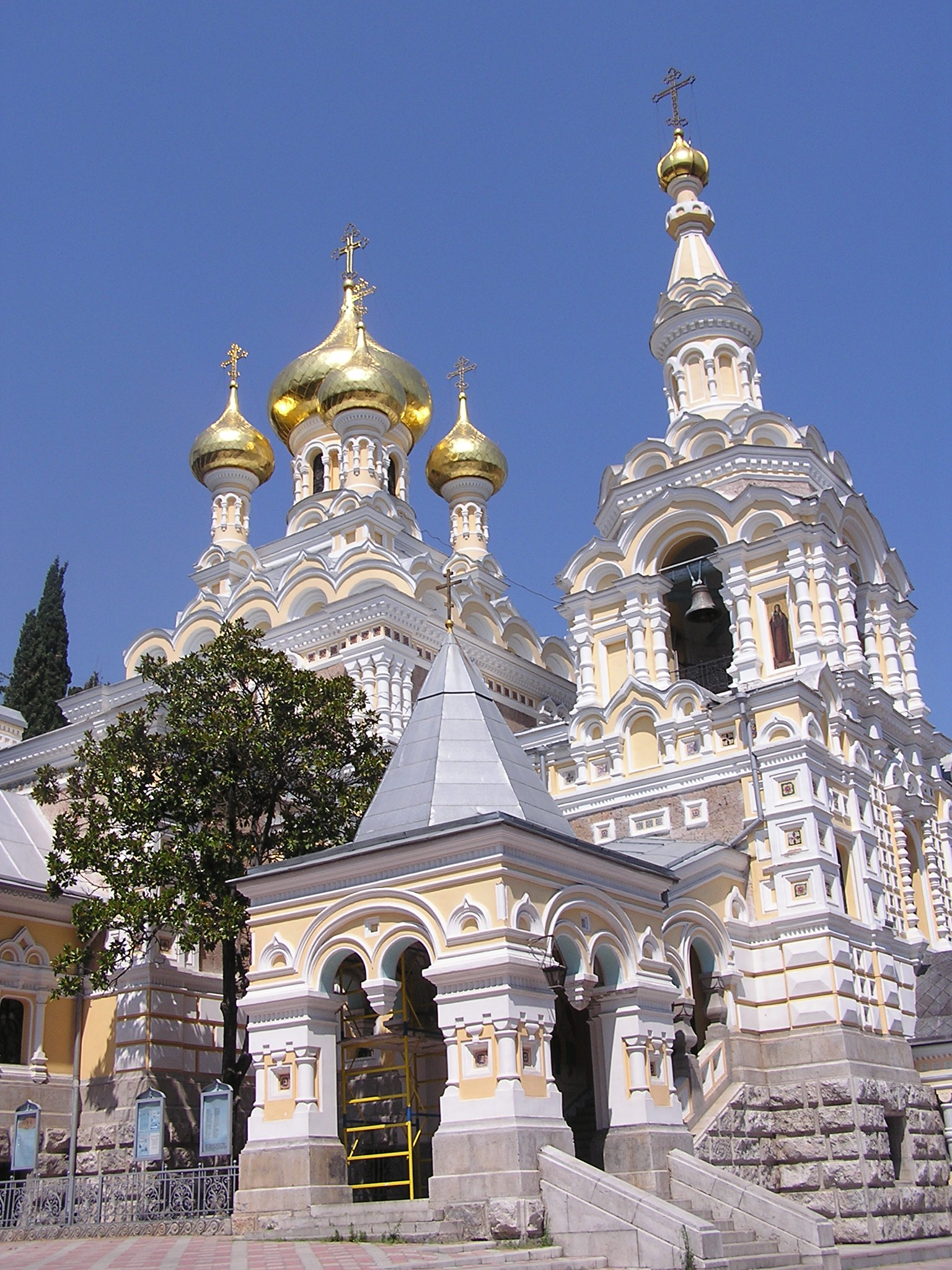
亚历山大·涅夫斯基主教座堂

亚历山大·涅夫斯基主教座堂是一座东正教主教座堂，位于俄罗斯或乌克兰的雅尔塔。供奉在1547年封圣的亚历山大·涅夫斯基。
该堂兴建于1891－1902年，以纪念在1881年被谋杀的亚历山大二世。